# Мартівська сільська рада
Мартівська сільська́ ра́да — адміністративно-територіальна одиниця та орган місцевого самоврядування в Печенізькому районі Харківської області. Адміністративний центр — село Мартове.

## Загальні відомості
Мартівська сільська рада утворена в 1925 році.
- Територія ради: 78,58 км²
- Населення ради: 2 234 особи (станом на 2001 рік)
- Водоймища на території, підпорядкованій даній раді: Печенізьке водосховище.

## Населені пункти
Сільській раді підпорядковані населені пункти:
- с. Мартове

## Склад ради
Рада складалася з 16 депутатів та голови.
- Голова ради: Нечіпорук Ігнат Володимирович
- Секретар ради: Колюбаєва Надія Василівна

### Керівний склад попередніх скликань
| Прізвище, ім'я, по батькові   | Основні відомості                                                                                     | Дата обрання | Дата звільнення |
| ----------------------------- | --- | ------------ | --------------- |
| Нечіпорук Ігнат Володимирович | Сільський голова, 1949 року народження, освіта вища, член Української республіканської партії «Собор» | 26.03.2006   | 31.10.2010      |
| Нечіпорук Ігнат Володимирович | Сільський голова, 1949 року народження, освіта вища, член Партії регіонів                             | 31.10.2010   |                 |

Примітка: таблиця складена за даними сайту Верховної Ради України

### Депутати
За результатами місцевих виборів 2010 року депутатами ради стали:

#### За суб'єктами висування
| Суб'єкт висування           | Кількість обраних депутатів | %    |
| --------------------------- | --------------------------- | ---- |
| Партія регіонів             | 11                          | 68,8 |
| Самовисування               | 3                           | 18,8 |
| Комуністична партія України | 2                           | 12,5 |

#### За округами
| № округу                    | Прізвище, ім'я, по батькові   | Дата визнання обраним | Освіта  | Партійна приналежність | Відомості про обраного депутата                                             |
| --------------------------- | ----------------------------- | --------------------- | ------- | ---------------------- | --------------------------------------------------------------------------- |
| Комуністична партія України |                               |                       |         |                        |                                                                             |
| 3                           | Меденець Ірина Іванівна       | 01.11.2010            | вища    | позапартійна           | пенсіонер                                                                   |
| 11                          | Чудик Володимир Васильвич     | 01.11.2010            | вища    | позапартійний          | Чугуївська сорто-дослідницька станція, директор                             |
| Партія регіонів             |                               |                       |         |                        |                                                                             |
| 1                           | Шматько Сергій Олександрович  | 01.11.2010            | вища    | член Партії регіонів   | тимчасово не працює                                                         |
| 2                           | Чудик Сергій Вікторович       | 01.11.2010            | вища    | член Партії регіонів   | Новобурлуцький навчально-виховний комплекс, вчитель фізичної культури       |
| 5                           | Зайцева Леся Володимирівна    | 01.11.2010            | вища    | член Партії регіонів   | Мартівський дошкільно-навчальний заклад, вихователь                         |
| 6                           | Піддубний Сергій Олексійович  | 01.11.2010            | вища    | член Партії регіонів   | Фермерське господарство «Мартівське», голова                                |
| 8                           | Воронін Юрій Анатолійович     | 01.11.2010            | середня | позапартійний          | приватний підприємець                                                       |
| 9                           | Умріхіна Валентина Миколаївна | 01.11.2010            | вища    | член Партії регіонів   | Мартівська амбулаторія загальної практики сімейної медицини, медична сестра |
| 10                          | Стожко Григорій Іванович      | 01.11.2010            | середня | позапартійний          | тимчасово не працює                                                         |
| 13                          | Тимбота Ігор Володимирович    | 01.11.2010            | вища    | член Партії регіонів   | приватний підприємець                                                       |
| 14                          | Моргун Сергій Володимирович   | 01.11.2010            | вища    | член Партії регіонів   | АТ «Стома», завідувач бази відпочинку                                       |
| 15                          | Петренко Віра Василівна       | 01.11.2010            | вища    | член Партії регіонів   | Мартівська загально-оствітня школа I-III ст., вчитель початкових класів     |
| 16                          | Заболотна Людмила Іванівна    | 01.11.2010            | вища    | член Партії регіонів   | тимчасово не працює                                                         |
| Самовисування               |                               |                       |         |                        |                                                                             |
| 4                           | Левченко Віра Миколаївна      | 01.11.2010            | вища    | позапартійна           | Мартівський дошкільно-навчальний заклад, завідувачка                        |
| 7                           | Більовець Ніна Василівна      | 01.11.2010            | вища    | позапартійна           | Мартівська сільська рада, технічний працівник-кур'єр                        |
| 12                          | Колюбаєва Надія Василівна     | 09.01.2011            | вища    | позапартійна           | Мартівська сільська рада, спеціаліст                                        |